# Taeniophyllum clavatum
Taeniophyllum clavatum är en orkidéart som beskrevs av Rudolf Schlechter. Taeniophyllum clavatum ingår i släktet Taeniophyllum och familjen orkidéer. Inga underarter finns listade i Catalogue of Life.